# Magyarszék
Magyarszék község Baranya vármegyében, a Komlói járásban.

## Fekvése
Pécstől mintegy 20 kilométerre északra, Komlótól nagyjából 10 kilométerre nyugatra fekszik.
Központján és az attól kissé északabbra fekvő Kishertelend településrészén a Pécs-Sásd-Kaposvár közti 66-os főút halad végig; a keleti szomszédjában fekvő Mecsekpölöskével és Komló városrészeivel a 6542-es út, nyugati szomszédaival pedig a 6602-es út köti össze. Déli határszélétől kelet felé a 65 183-as út ágazik ki Sikonda üdülőhelyei felé, a tőle északkeletre fekvő, zsákfalunak tekinthető Liget községbe pedig a 65 182-es számú mellékút vezet innen (pontosabban Kishertelend keleti szélétől).
A hazai vasútvonalak közül a települést a MÁV 47-es számú Dombóvár–Komló-vasútvonala érinti, amelynek egy megállási pontja van itt, Magyarszék vasútállomás.

## Nevének eredete
A település nevének szék eleme vizes, ingoványos területet jelent.

## Története
Az 1930 körül Magyarszék, Németszék és Kishertelend egyesítésével kialakított község a Baranyai-Hegyhát kapujának tekinthető település. A középkor óta folyamatosan lakott. A 18. században érkeztek német lakosai, akik külön települést kezdtek kialakítani (Németszék). Ugyanekkor épült be Kishertelendpuszta. A település gondozott portái, jellegzetes pajtái jelzik német eredetű lakosságát.
A települést nem mindig nevezték Magyarszéknek. Neve először 1332-ben bukkant fel Zeek  alakban. A népi etimológia azt tartja, hogy „Szent Istvánt követő időkben itt Szék, az az bíráskodás tartatott”.
Magyarszék területén, a Baranya-csatorna völgyében haladt át az a fontos, belső római útvonal, ami Sopianaet Arrabonával és/vagy Brigetióval, Gorsiummal, Triccianával, esetleg Aquincummal kötötte össze. Magyarszéken útépítés során római út maradványai kerültek napvilágra, ami Mánfán és Magyarszéken keresztül vezetett Oroszló irányába. A szántóföldeken egy római katona sírkövére is rábukkantak. A sírkő a római katolikus templom falán található.
Nagyon kis falvakból álló, de sűrű Árpád-kori településhálózatot sejthetünk Magyarszék határában. Az Árpád-kori - középkori Szék egykori temploma a falu közelében, talán a mai templom alatt vagy annak közvetlen környékén állhatott.
Magyarszék első írott említését a 14. század első harmadából, tehát jóval a falu keletkezése, legalább két évszázaddal az első Árpád-kori településnyomok után ismerjük, amikor a település már korántsem tekinthető aprófalunak. Szék a pápai tizedjegyzékekben: 1333. Item Petrus de Zeek solvit II. pensas. (RCPH 266.) Magyarszék már 1332 előtt létezett, ebben az időszakban nagy falunak számított. Egy 1397-es adat szerint Szék már a pécsi káptalan birtoka volt. Egy 1620-ból származó levél bizonyítja, hogy Széken és környékén fennmaradt a katolikus egyházi élet a tizenöt éves háború után is, valószínűleg az egész hódoltság korában. Ebben Széknek központi, irányító szerepe volt, hiszen négy fiókplébániával rendelkezett (Hertelend, Barátúr, Pölöske, Mánfa).
Egy 1698-ban készült összeírás már Szék pontos népességadatait, lakóinak nevét, gazdasági mutatóit és egyéb fontos adatait is közli:
- 1. A hely egy mérföldre van észak felé Pécstől.
- 2. Van 80 iugerum ugaron hagyott dimbes-dombos szántóföldje, 7,5 fossor megművelt szőleje és 20 műveletlenje. Van 13 kaszáló rétje. Összesen 6 kaszáló cserjés. A környéken 3 órai távolságban vannak makkoltató erdei.
- 3. 6 lakatlan telek, 4 elhagyott.

…
- 5. Egy malom.

…
- 8. E falu minden lakója katolikus.

A falu tehát már rendelkezett malommal, ami minden bizonnyal a Baranya-csatornán üzemelhetett.
Az 1714. évi pécsi zsinat szerint már volt plébánosa Széknek. A régi templom elpusztult, ezt az 1721. évi visitatio canonica során írták: „… A templomot harmadrészben romban állót írja le, mely azonban hajdan igen szép lehetett s ajtai csiszolt kövekből s régi idők módjára ékes czifraságokkal van ellátva, melyek úgy mint hasonló ablakok régi fényét igazolják….”
„E régi templom Szt. István tiszteletére épült, s ekkor ugyan kijavíttatott, mégis később újat kelle építeni, mely 1758-ban lett a Szt. Angyalok tiszteletére felszentelve…”
A török időkben és a visszafoglaló háborúk után, a 18. század középső harmadában németek települtek be. Így jött létre Németszék falu. A 18. században a Magyarhertelendhez tartozó puszta területre 1780 körül német anyanyelvű kisházasokat telepítettek. Ebből alakult ki később Kishertelend néven külön község. A mai község 1930-ban jött létre a fenti három falu egyesítésével, neve ekkor Baranyaszék volt.

## Közélete

### Polgármesterei
- 1990–1994: Lajos János (független)[5]
- 1994–1998: Lajos János (független)[6]
- 1998–2002: Farkas László (független)[7]
- 2002–2006: Farkas László (független)[8]
- 2006–2010: Kárpáti Jenő (független)[9]
- 2010–2014: Kárpáti Jenő (Fidesz-KDNP)[10]
- 2014–2019: Kárpáti Jenő (Fidesz-KDNP)[11]
- 2019–2024: Kárpáti Jenő (Fidesz-KDNP)[12]
- 2024– : Lajos Gábor (független)[1]

## Népesség
A település népességének változása:
| Lakosok száma | 1056 | 1043 | 1020 | 952  | 956  | 973  | 986  | 973  |
|               | 2013 | 2014 | 2015 | 2019 | 2021 | 2022 | 2023 | 2024 |

A 2011-es népszámlálás során a lakosok 86,7%-a magyarnak, 4,2% cigánynak, 8,9% németnek mondta magát (13,3% nem nyilatkozott; a kettős identitások miatt a végösszeg nagyobb lehet 100%-nál). A vallási megoszlás a következő volt: római katolikus 56,6%, református 5,8%, evangélikus 0,5%, görögkatolikus 0,9%, felekezeten kívüli 13,6% (21,9% nem nyilatkozott).
2022-ben a lakosság 89,4%-a vallotta magát magyarnak, 7,8% cigánynak, 7,4% németnek, 0,6% horvátnak, 0,3% görögnek, 0,2% bolgárnak, 0,2% lengyelnek, 0,1-0,1% örménynek, románnak és szlováknak, 2,5% egyéb, nem hazai nemzetiségűnek (10% nem nyilatkozott; a kettős identitások miatt a végösszeg nagyobb lehet 100%-nál). Vallásuk szerint 40,4% volt római katolikus, 4% református, 0,5% görög katolikus, 0,2% evangélikus, 0,1% izraelita, 1,3% egyéb keresztény, 0,6% egyéb katolikus, 16,6% felekezeten kívüli (35,7% nem válaszolt).

## Nevezetességei
- Római katolikus templom
- Patakvölgye pihenőpark
- Barátúri-tó